# Agave univittata
Agave univittata (лат.) — растение, вид рода агава (Agave) подсемейства Агавовые семейства Спаржевые (Asparagaceae), произрастающее в прибрежных районах южного Техаса и северо-востока Мексики, на высоте менее 100 м над уровнем моря. 

## Таксономия
Ботаники, в том числе Говард Скотт Джентри, называли этот вид Agave lophantha, но название A. univittata старше и, следовательно, больше соответствует номенклатурным правилам ботаники.

## Ботаническое описание
Agave univittata — растение с толстыми, мясистыми листьями, жёсткими и волнистыми по краям. У него острые и выступающие колючки по краям и кончикам листьев. Цветоносный стебель до 5 м в высоту с цветками от зеленовато-белого до жёлто-зелёного цвета. 

Agave univittata
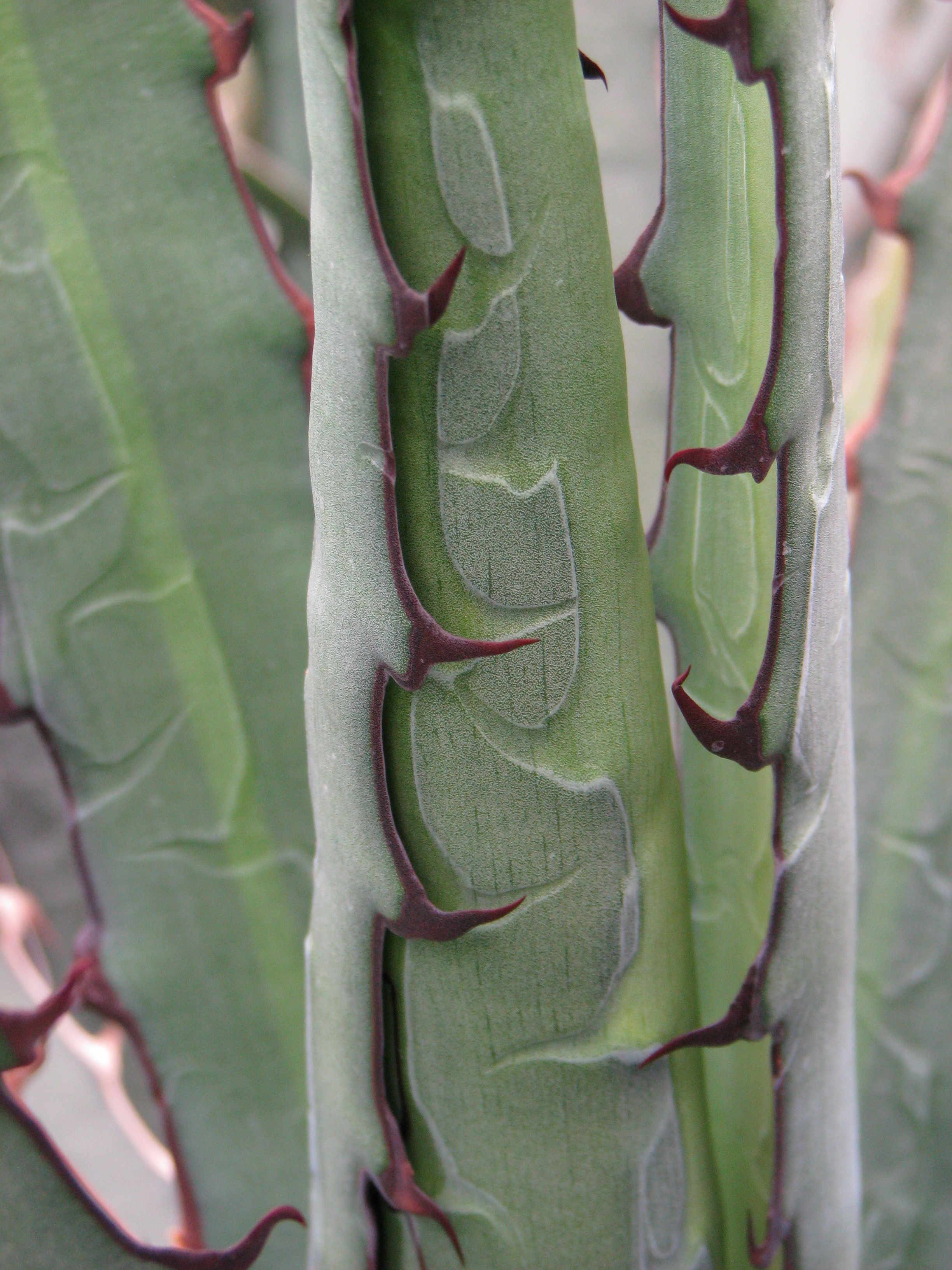
Листья
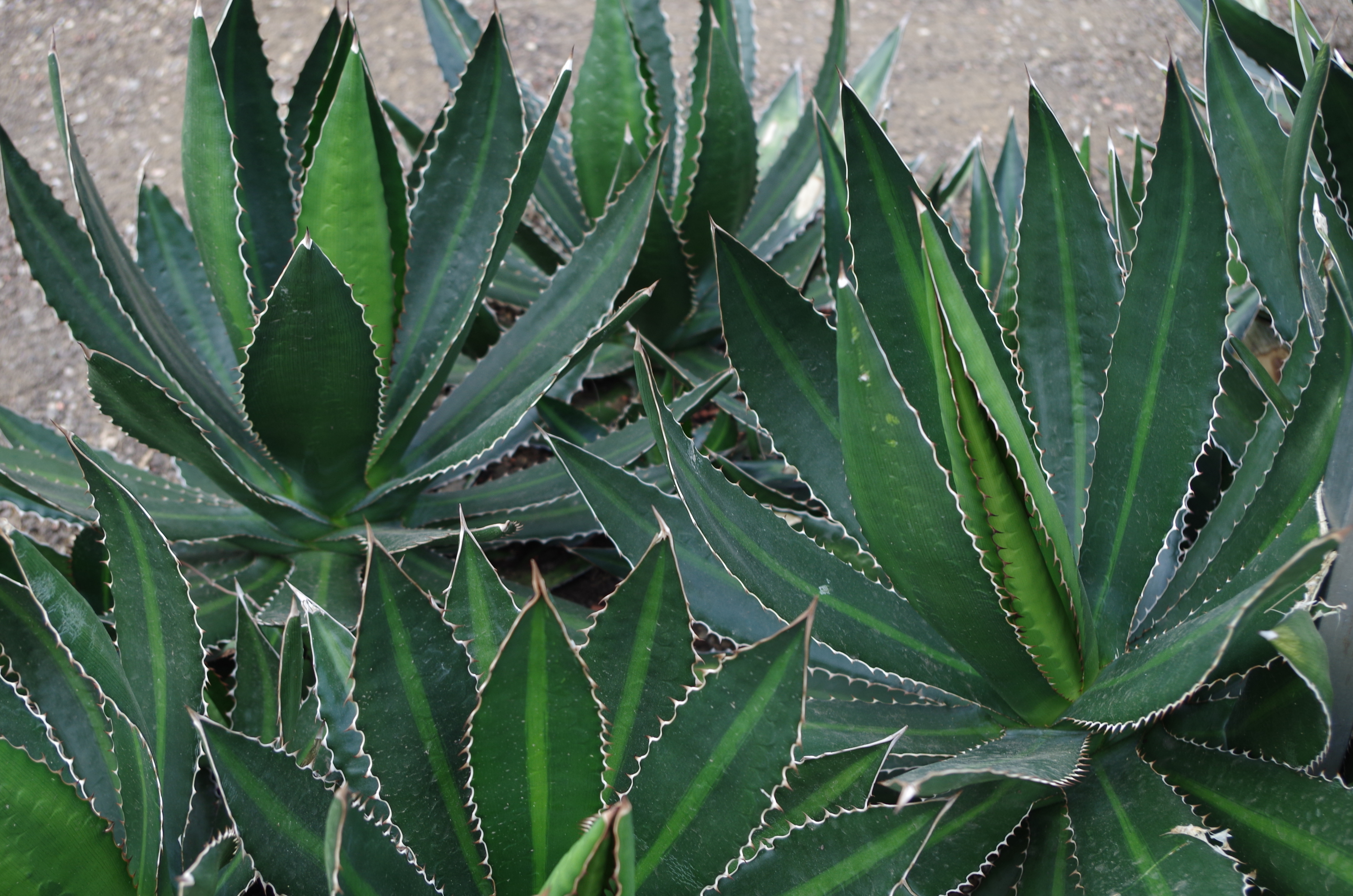
В садах Кью
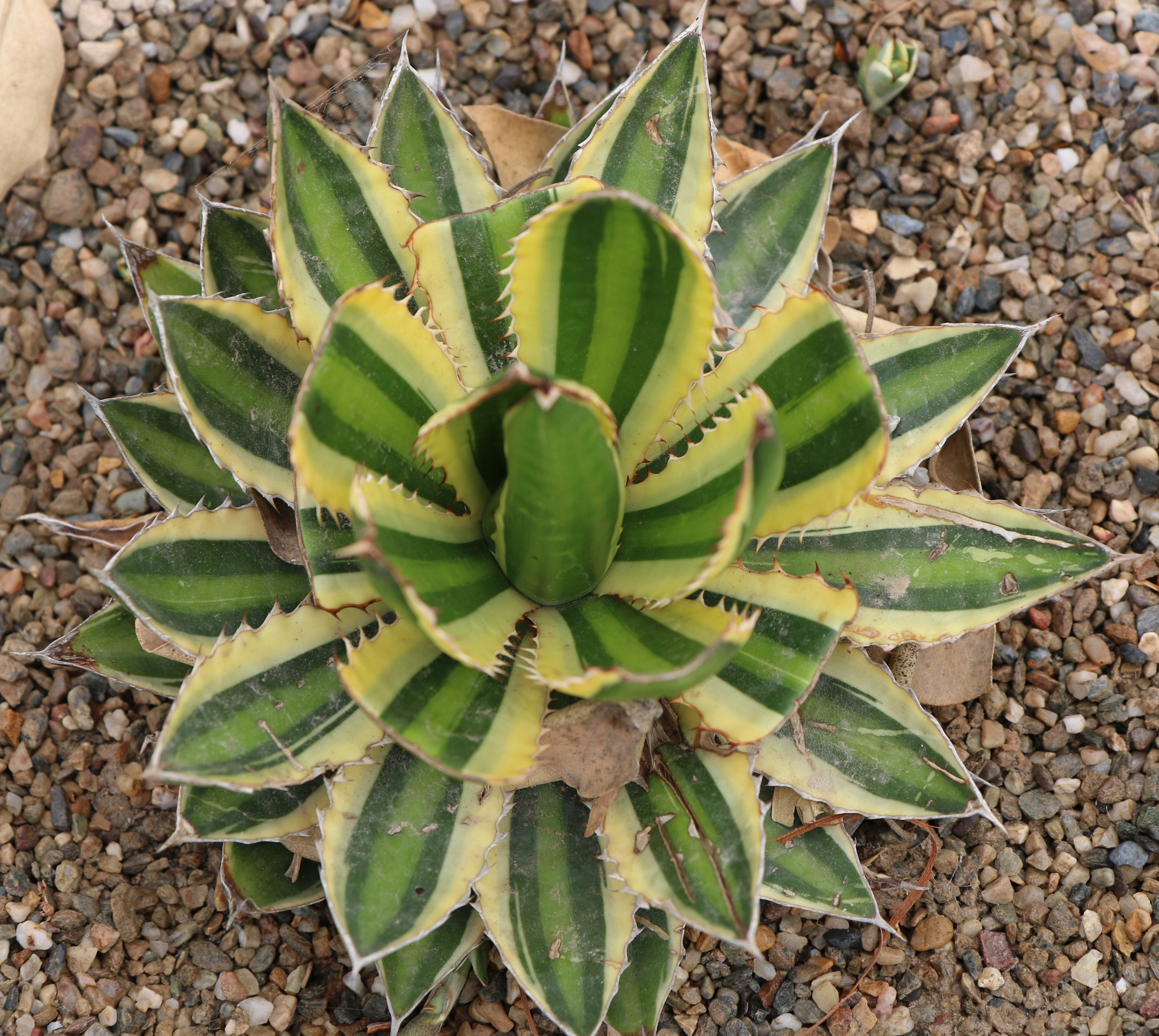
Сорт «Quadricolor»

## Использование
Вид культивируется как декоративное растение. В Великобритании сорт «Quadricolor» был удостоен Королевским садоводческим обществом награды за заслуги перед садом. 

## Охранный статус
Поскольку вид широко распространён, а общая популяция стабильна, Международный союз охраны природы классифицирует природоохранный статус вида как «вызывающий наименьшие опасения».